# Poesia Gay Brasileira
Poesia Gay Brasileira é uma antologia reune poemas de temática LGBT produzidos por escritores brasileiros. A obra conta com 130 poemas de 44 autores brasileiros do século XIX até a atualidade. O livro foi publicado em 2017 em uma coedição fruto da parceria da Amarelo-grão Editorial, a escritora e editora paulista Marina Moura e da Editora Machado, da editora e designer mineira Amanda Machado.
O livro conta com poemas de autores reconhecidos, como Caio Fernando Abreu, Mário de Andrade, Lúcio Cardoso, Hilda Hilst e Carlos Drummond de Andrade e inclui  textos inéditos, como poemas da dramaturga Renata Pallottini e Glauco Mattoso.
A antologia Poesia Gay Brasileira foi realizada a partir de um estudo de anos conduzido pelas organizadoras Amanda Machado e Marina Moura. As editoras buscaram obras literárias com temática LGBTQI+ nas prateleiras da literatura brasileira, em livros, bem como em revistas e fanzines. Também fizeram levantamentos por meio de pesquisas e entrevistas com escritores em diversos estados do Brasil.
O livro tornou-se reconhecido pelo seu valor literário e pelo seu valor documental, ao reunir poetas cujos textos antes estavam dispersos. Dessa forma, a obra fornece um panorama das publicações poéticas de temática homossexual e homoafetiva e mostra que o tema LGBTQI+ sempre esteve presente na literatura, tendo mesmo sido retratado por grandes autores nacionais, mas muitas vezes sem o conhecimento público, por razões editoriais, por falta de organização ou mesmo por rejeição ao tema, sobretudo com a censura imposta pela ditadura militar brasileira.
O texto das orelhas do livro foi redigido pela escritora e pesquisadora brasileira Natália Polesso, ganhadora do Prêmio Jabuti em 2016 e Prêmio Açorianos de 2013. O prefácio foi escrito por Jean Willys.

## Autores participantes do livro
Alessandra Safra, Amador Ribeiro Neto, Angélica Freitas, Antonio Cicero, Aymmar Rodriguéz, Beatriz Regina Guimarães Barboza, Caio Fernando Abreu, Carlos Drummond de Andrade, Cassandra Rios, Diedra Roiz, Elierson Moura, Francisco Bittencourt, Glauco Mattoso, Glória Horta, Hanna Korich, Herena Reis Barcelos, Hilda Hilst, Horácio Costa, Ítalo Moriconi, Junqueira Freire, Laurindo Rabelo, Lisa Alves, Lúcio Cardoso, Luís França, Luiz Carlos Lacerda, Maria Firmina dos Reis,Marina Moura, Mário de Andrade, Mário Faustino, Neil de Castro, Nívea Sabino, Paula Taitelbaum, Paulo Augusto, Paulo Azevedo Chaves, Renata Pallottini, Roberto Piva, Rodrigo Quimera, Rosane Castro, Rui Mascarenhas, Sérgio Godoy, Simone Teodoro, Vange Leonel, Waldo Motta e Walmir Ayala.

## Estudo que precede o livro
O livro Poesia Gay Brasileira nasceu depois de um estudo de anos das próprias organizadoras e editoras da obra, Amanda Machado e Marina Moura, que realizaram um levantamento da produção literária LGBTQI+ com foco na poesia, desde o século XIX. Durante o projeto, selecionaram poetas e poemas representativos para a obra com o objetivo de retratar um panorama da poesia de temática homossexual produzida no Brasil. Ao longo do processo, as editoras também realizaram entrevistas com algum escritores. Também é possível ouvir a declamação de poemas na perfil do Instagram do livro.
Antes da publicação da antologia, houve uma obra poética intitulada Poemas de Amor Maldito, coletânea organizada por Gasparino Damata e Walmir Ayala, lançada em 1969, durante a ditadura militar, que é considerada por alguns estudiosos como primeira antologia de poemas homossexuais do Brasil, entretanto, a temática não é assumida pelos organizadores e nem fica explícita aos leitores pelos textos escolhidos.

## Recepção do livro pela imprensa
Euler de França, falou sobre a qualidade o livro Poesia Gay Brasileira:
| “ | se o leitor me perguntar: “Que nota daria ao livro?” Não há como não dar nota 10 — pela qualidade da poesia, inclusive, por assim dizer, de seu sexo. Sim, a poesia é vigorosa quiçá por ser impregnada da energia da sexualidade, que, agora, ousa dizer seu nome. A obra resgata uma "falta" — diria uma "falha" — na cultura patropi. É o registro de outras vozes, que, incorporadas, deixam de ser, quem sabe, "malditas". E, afinal, maldita deve ser a violência — não o prazer, ou melhor, os prazeres. | ” |

### Revistas literárias
- Rascunho
- Mallamargens
- Extático

### Jornais, revistas e sites
- O Tempo
- GaúchaZH (GZH)
- Jornal Opção
- Diário do Nordeste
- Observatório G (UOL)
- Lado A
- Vai dá pé
- Literalmente UAI
- Hoje em dia
- Lado Bi
- Mensagens com amor
- Vipado
- Desacato